# Камироага, Фелипе
Фелипе Умберто Камироага Фернандес (исп. Felipe Humberto Camiroaga Fernández; 8 октября 1966, Сантьяго — 2 сентября 2011, Острова Хуан-Фернандес) — чилийский телеведущий и актёр. Был одним из наиболее популярных телеведущих в Чили.

## Биография
Фелипе Камироага родился 8 октября 1966 года в Сантьяго, Чили в семье Марии де ла Лус Фернандес Штернан и Хорхе Камироага Пуча. В семье преобладали баскские, немецкие и перуанские корни. Окончил колледж Сан-Игнасио.
В 1992 году Камироага устроился на работу в чилийскую телекомпанию TVN, где был соведущим телепередачи «Доброе утро».
На протяжении следующих лет, на TVN Камироага вёл такие телепередачи, как «Щедрость», «Ночь на всей планете», «Что бы ни случилось», «С любовью», «Отряд» и «Сокол и хамелеон».
В 2009 году был ведущим Интернационального песенного фестиваля Вина дель Мар.
Камироага также был актёром. Он снялся в двух телесериалах — «Шах и мат» и «Красный мёд».

### Гибель
2 сентября 2011 года Фелипе Камироага погиб в авиакатастрофе, случившейся возле островов Хуан-Фернандес в Чили. Вместе с Камироагой погибло 20 человек.

## Работы на телевидении

### НаЧилевидении
- «Видеотоп» (1988 — 1989)
- «Необычная молодёжь» (1990 — 1991)

### НаTVN
- «Доброе утро» (1992, 2005 — 2011)
- «Большая ставка» (1992)
- «Падение» (1995)
- «Щедрость» (1996)
- «Летом» (1997)
- «Что бы ни случилось» (1998 — 2002)
- «Дикий» (1998 — 1999)
- «Ночь на всей планете» (1998, 2006)
- «Готэм-сити» (2003 — 2004)
- «Страсти» (2004)
- «Мир животных» (2006 — 2011)
- «Отряд» (2007 — 2008)
- «Сокол и хамелеон» (2010)